# Stafford (Texas)
Stafford es una ciudad ubicada en el condado de Fort Bend en el estado estadounidense de Texas. En el Censo de 2010 tenía una población de 17693 habitantes y una densidad poblacional de 971,18 personas por km².

## Geografía
Stafford se encuentra ubicada en las coordenadas 29°37′33″N 95°33′57″O / 29.62583, -95.56583. Según la Oficina del Censo de los Estados Unidos, Stafford tiene una superficie total de 18.22 km², de la cual 18.11 km² corresponden a tierra firme y (0.58%) 0.11 km² es agua.

## Demografía
Según el censo de 2010, había 17693 personas residiendo en Stafford. La densidad de población era de 971,18 hab./km². De los 17693 habitantes, Stafford estaba compuesto por el 36.64% blancos, el 27.45% eran afroamericanos, el 0.57% eran amerindios, el 22.81% eran asiáticos, el 0.03% eran isleños del Pacífico, el 9.28% eran de otras razas y el 3.23% pertenecían a dos o más razas. Del total de la población el 25.94% eran hispanos o latinos de cualquier raza.

## Educación

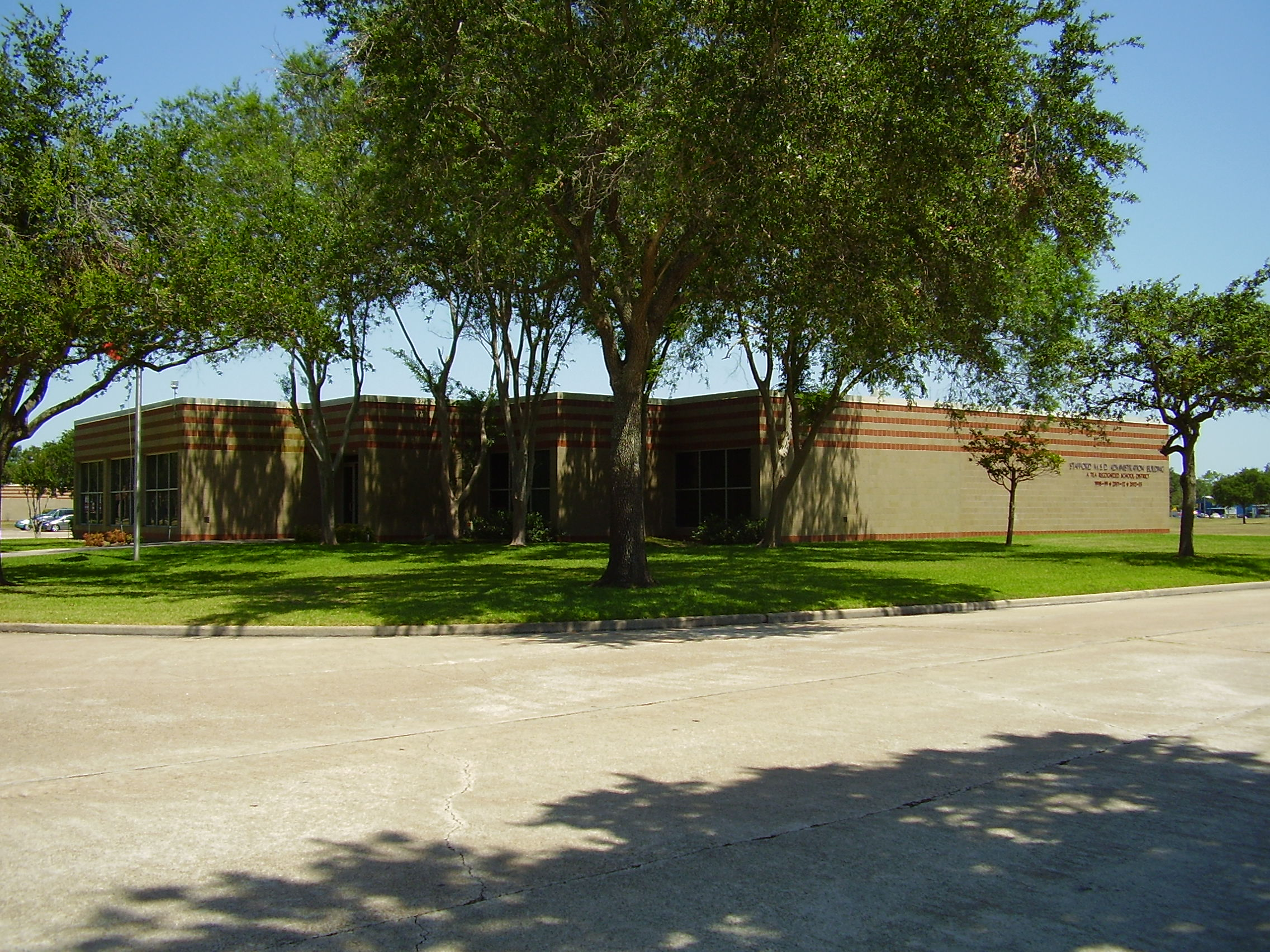
Sede administrativa del Distrito Escolar Municipal de Stafford

El Distrito Escolar Municipal de Stafford gestiona escuelas públicas.